# Ryuji Kawai
Ryuji Kawai (河合 竜二, Kawai Ryuji) est un footballeur japonais né le 14 juillet 1978. Il évolue au poste de milieu de terrain.

## Biographie
Ryuji Kawai commence sa carrière professionnelle aux Urawa Red Diamonds.
En 2003, il rejoint le Yokohama F. Marinos, club où il reste huit saisons. Puis en 2011, il s'engage en faveur du Consadole Sapporo.
Ryuji Kawai est sacré champion du Japon à deux reprises avec le Yokohama F. Marinos.

## Palmarès
- Champion du Japon en 2003 et 2004 avec le Yokohama F. Marinos